# Iona Nikitsjenko
Iona Timofejevitsj Nikitsjenko (Russisch: Иона Тимофеевич Никитченко) (Don Voisko Oblast, Keizerrijk Rusland, 28 juni 1895 - Moskou, 22 april 1967) was een rechter uit de Sovjet-Unie. 
Hij was voorzitter van de showprocessen tegen Lev Kamenev en Grigori Zinovjev van 1936 tot 1938 onder leiding van Jozef Stalin. 
Tijdens de Processen van Neurenberg was hij rechter namens de Sovjet-Unie. Nikitsjenko was voorstander van een harde aanpak van de nazikopstukken en wilde ook dat Rudolf Hess de doodstraf zou krijgen. 
Verder was Nikitsjenko tegen het voorstel van de Franse rechters om de veroordeelde militaire nazi's (Hermann Göring, Wilhelm Keitel en Alfred Jodl) voor het vuurpeloton te doden, omdat ze hun militaire eer volgens hem verloren zouden hebben.